# 龍源寺 (新潟県津南町)
龍源寺（りゅうげんじ）は、新潟県津南町にある曹洞宗の寺院。山号は深見山（しんけんさん）。 

## 歴史

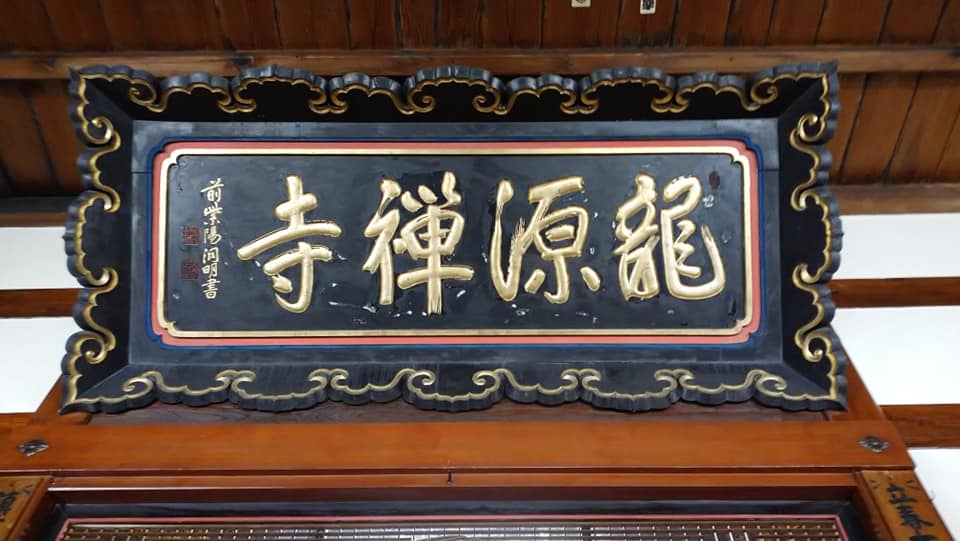
龍源寺の歴史 2020-02-08

津南町バス路線図。赤色の路線が見玉行。

安土桃山時代、天正十年（1582年）顕聖寺第十世日山建慧が開山。龍源寺第二世和尚が芦ヶ崎村に龍昌寺を開山。第三世芳室傳播が伽藍を整備、割野村に薬師堂を建立。安政三年（1856年）、高橋赤山によって龍源寺の境内に寺子屋「赤山義塾」が開設されて、塾生からは島田茂や桑原重正。大雄山最乗寺住職星見天海や釈素朴。内山虎太郎、中沢友太郎、橋野佐平、富澤八郎などの人材を輩出。1977年、聖観世音菩薩を戦災精霊のために現住職により建立。

## 年間行事
- 出典[17][18][19]

| 月日              | 行事内容                       |
| ----------------- | ------------------------------ |
| 1月1日-3日        | 元朝祈祷                       |
| 1月1日・2日       | 寺年始                         |
| 1月7日            | 甘酒飲み（女性の年始）         |
| 1月26日           | 高祖(道元禅師・螢山禅師)降誕会 |
| 2月3日            | 節分祈祷会                     |
| 初午              | 魚沼稲荷大明神鎮守諷経         |
| 2月14日           | 開山忌                         |
| 2月下旬           | 涅槃会托鉢                     |
| 3月中旬（日曜日） | 釈尊涅槃会（だんごまき）       |
| 3月下旬           | 春彼岸会法要                   |
| 4月第1日曜日      | 坐禅会開始                     |
| 5月8日            | 釈尊降誕会（花まつり）         |
| 6月第2日曜日      | 大般若会                       |
| 7月25日           | 観音地蔵祭                     |
| 8月上旬           | 山門大施食会                   |
| 8月13日           | 山門盂蘭盆会                   |
| 8月14日・15日     | 新盆棚経                       |
| 8月18日-24日      | 寺子屋塾                       |
| 8月29日           | 両祖忌                         |
| 9月下旬           | 秋彼岸会法要                   |
| 10月5日           | 達磨忌                         |
| 11月21日          | 太祖降誕会                     |
| 12月1日-7日       | 臘八摂心                       |
| 12月8日           | 釈尊成道会                     |
| 12月31日          | 歳末諷経・除夜の鐘             |

## 関連書
- 『龍源の玉をばえても』
- 山本涓潤著『星見天海老師の行状 』鴻盟社 (1916年)

## 周辺
- 苗場山麓ジオパーク・沖ノ原遺跡・津南町歴史民俗資料館[21][22]・石落し (新潟県津南町)・津南醸造・逆巻温泉・秋山郷
- 中津川 (信濃川水系)・高野山ダム・竜ヶ窪
- 大地の芸術祭 越後妻有アートトリエンナーレ・ニュー・グリーンピア津南・清津峡

## 交通アクセス
- 鉄道

上越新幹線越後湯沢駅から北越急行ほくほく線経由十日町駅乗り換え、又は北陸新幹線飯山駅から飯山線津南駅より、南越後観光バス津南駅-津南病院-見玉線で約15分。中津バス停から徒歩約2分。
上越新幹線越後湯沢駅より、南越後観光バス（急行）湯沢〜清津峡〜津南〜森宮野原駅線で陣場下まで約50分。南越後観光バス津南駅～津南病院～見玉線に乗り換え約10分、中津バス停から徒歩約2分。
- 自動車

関越自動車道塩沢石打インターチェンジから、国道353号国道117号経由国道405号で約40分。
関越自動車道越後川口インターチェンジから、国道117号経由国道405号で約60分。
上信越自動車道豊田飯山インターチェンジから、国道117号経由国道405号で約60分。